# Weikersheim
Weikersheim es una localidad del distrito de Meno-Tauber en Baden-Wurtemberg, Alemania.

## Arreglo de la ciudad
La ciudad está formada por los siguientes distritos: Elpersheim, Haagen, Honsbronn, Laudenbach, Nassau, Neubronn, Queckbronn, Schäftersheim y Weikersheim.